# Cabañas de Polendos
Cabañas de Polendos er en by og kommune i det centrale Spanien i provinsen Segovia. Den har et indbyggertal på 199 (2024) indbyggere.